# Nicole Sullivan
Nicole Julianne Sullivan (ur. 21 kwietnia 1970 w Nowym Jorku) – amerykańska aktorka, aktorka głosowa i komediantka.